# William Pike
Pour les articles homonymes, voir Pike.
William Pike, né à une date inconnue dans le Dorset et exécuté le 22 décembre 1591 à Dorchester, est un laïc catholique anglais martyr qui a été béatifié en 1987 par le pape Jean-Paul II. Il est l'un des quatre-vingt-cinq Quatre-vingt-cinq martyrs d'Angleterre et de Galles béatifié par ce dernier et vénéré par l'Église catholique le 22 décembre.

## Biographie
Plusieurs sources affirment que William Pike est né dans le Dorset. Dans Une histoire du Dorset, A. Lindsay Clegg, ancien greffier de la ville de Bournemouth, affirme que Pike vivait à Moordown, maintenant dans la ville moderne de Bournemouth, qui faisait alors partie de Westover. Pike (ou Pyk) était un nom commun dans Westover depuis le XIVe siècle, selon le cartulaire de Christchurch. Pike aurait également vécu à West Moors, où il travaillait comme charpentier.
Il est « hanged, drawn and quartered » le 22 décembre 1591 pour avoir nié la suprématie royale. On pense qu'il a été converti au catholicisme par Thomas Pilchard. Rachel Lloyd suggère que les Pike étaient une famille de Bristol et que William (qui vivait dans le village de Moors à la frontière du Hampshire) était le frère de Martha Pike. Le mari de Martha, Henry Falkner, avait converti le prêtre John Chapman au catholicisme en 1579. Henry a mentionné son beau-frère William Pike dans son testament.